# Museo de las Artes y las Ciencias (Daytona Beach)
El Museo de las Artes y las Ciencias (en inglés: Museum of Arts and Sciences) a menudo resumido como MOEA , es un museo en Daytona Beach, Florida, al sur de Estados Unidos. El museo es un miembro de la Alianza Estadounidense de Museos y una filial de la Institución Smithsoniana. Alberga una colección de más de 30.000 objetos, por lo que es uno de los mayores museos del centro de Florida.
El MOEA fue fundado como una institución educativa sin fines de lucro en 1955. Sin embargo, su fundación formal como museo del Estado de la Florida data de 1962.
Algunas de los objetos más destacables de su colección son los siguientes:
- El esqueleto perezoso gigante más completo de América del Norte ubicado en una galería fósil de Florida
- La exposición permanente más grande de arte cubano fuera de Cuba.